# Liste der Nintendo-Switch-Spiele/B
| Titel                                                 | Entwickler                            | Herausgeber                         | Genre                          | Handel | Veröffentlichung D/A/CH                       |
| ----------------------------------------------------- | ------------------------------------- | ----------------------------------- | ------------------------------ | ------ | --------------------------------------------- |
| Baba Is You                                           | Hempuli                               | Hempuli                             | Puzzle                         | Nein   | 13. März 2019                                 |
| Back in 1995                                          | Ratalaika Games                       | Ratalaika Games                     | Adventure                      | Nein   | 24. Mai 2019                                  |
| Back to Bed                                           | 2Awesome Studio                       | 2Awesome Studio                     | Puzzle                         | Nein   | 11. April 2019                                |
| Bad Dreams: Coma                                      | Desert Fox                            | Forever Entertainment               | Adventure                      | Nein   | 24. Januar 2019                               |
| Bad Dream: Fever                                      | Desert Fox                            | Forever Entertainment               | Adventure                      | Nein   | 14. März 2019                                 |
| Bad North                                             | Plausible Concept                     | Raw Fury                            | Echtzeit-Strategie Rogue-like  | Nein   | 20. August 2018                               |
| BAFL: Brakes Are For Losers                           | Oudidon                               | Playdius                            | Rennspiel                      | Nein   | 19. April 2018                                |
| Balance Blox                                          | EntwicklerX                           | EntwicklerX                         | Puzzle                         | Nein   | 24. Januar 2019                               |
| Baldur's Gate and Baldur's Gate II: Enhanced Editions | BioWare MumboJumbo                    | Skybound Games                      | Rollenspiel                    | Ja     | 15. Oktober 2019                              |
| Ball Attraction                                       | Rising Win Tech                       | Rising Win Tech                     | Action                         | Nein   | 19. September 2018                            |
| Balthazar's Dream                                     | Psilocybe Games                       | Dolores Entertainment               | Adventure                      | Nein   | 14. November 2019                             |
| Baobabs Mausoleum Ep.1: Ovnifagos Don't Eat Flamingos | Celery Emblem                         | Celery Emblem                       | Point-and-Click-Adventure      | Nein   | 24. Mai 2018                                  |
| Baobabs Mausoleum Ep.2: 1313 Barnabas Dead End Drive  | Celery Emblem                         | Celery Emblem                       | Point-and-Click-Adventure      | Nein   | 27. Juni 2019                                 |
| Baobabs Mausoleum Ep.3: Un Pato en Muertoburgo        | Celery Emblem                         | Celery Emblem                       | Point-and-Click-Adventure      | Nein   | 21. November 2019                             |
| Baphomets Fluch 5 - Der Sündenfall                    | Revolution Software                   | Revolution Software                 | Adventure                      | Ja     | 21. September 2018                            |
| Barbarous: Tavern of Emyr                             | SQRT3                                 | QubicGames                          | Adventure Simulation           | Nein   | 25. Dezember 2019                             |
| Bard's Gold - Nintendo Switch Edition                 | Pixel Lantern                         | Pixel Lantern                       | Rollenspiel Platformer         | Nein   | 5. März 2019                                  |
| Bargain Hunter                                        | Silver Cow Studio                     | Gamechap                            | Simulation Strategie           | Nein   | 15. März 2019                                 |
| Baron: Fur Is Gonna Fly                               | Dogmelon Games                        | Dogmelon Games                      | Action                         | Nein   | 4. März 2020                                  |
| BARRIER X                                             | Noclip                                | HypeTrain Digital                   | Rennspiel                      | Nein   | 3. September 2019                             |
| Baseball Riot                                         | 10tons                                | 10tons                              | Puzzle Sport                   | Nein   | 19. Januar 2018                               |
| Bash The Bear                                         | FuryLion Group                        | FuryLion Group                      | Adventure                      | Nein   | 14. Januar 2019                               |
| Basketball                                            | Sabec                                 | Sabec                               | Sport Basketball               | Nein   | 28. November 2018                             |
| Bass Pro Shops: The Strike – Championship Edition     | Planet Entertainment                  | Koch Media                          | Sport                          | Ja     | 16. November 2018                             |
| Bastion                                               | Supergiant Games                      | Supergiant Games                    | Action-Rollenspiel             | Nein   | 13. September 2018                            |
| Batman: The Enemy Within                              | Telltale Games                        | Telltale Games                      | Adventure                      | Nein   | 2. Oktober 2018                               |
| Batman: The Telltale Series                           | Telltale Games                        | Telltale Games                      | Adventure                      | Ja     | 17. November 2017                             |
| Battery Jam                                           | Halseo                                | Halseo                              | Action                         | Nein   | 3. Dezember 2018                              |
| Battle & Crash                                        | Starsign                              | Starsign                            | Shooter                        | Nein   | 18. Juli 2019                                 |
| Battle Chasers: Nightwar                              | Airship Syndicate                     | THQ Nordic                          | Rollenspiel                    | Ja     | 15. Mai 2018                                  |
| Battle Chef Brigade                                   | Trinket Studios                       | Adult Swim Games                    | Action-Rollenspiel             | Nein   | 20. November 2017                             |
| Battle Group 2                                        | Bane Games                            | Merge Games                         | Arcade                         | Nein   | 11. Oktober 2018                              |
| Battle Planet - Judgement Day                         | Threaks                               | EuroVideo Medien                    | Action                         | Nein   | 17. Oktober 2019                              |
| Battle Princess Madelyn                               | Causal Bit Games                      | Causal Bit Games                    | Action-Adventure               | Nein   | 6. Dezember 2018                              |
| Battle Princess Madelyn Royal Edition                 | Causal Bit Games                      | Causal Bit Games                    | Action-Adventure               | Nein   | 9. April 2020                                 |
| Battle Supremacy                                      | Atypical Games                        | Atypical Games                      | Strategie                      | Nein   | 2. August 2018                                |
| Battle Supremacy - Evolution                          | Atypical Games                        | Atypical Games                      | Strategie                      | Nein   | 12. September 2019                            |
| Battle Supremacy - Ground Assault                     | Atypical Games                        | Atypical Games                      | Strategie                      | Nein   | 5. September 2019                             |
| Battle Worlds: Kronos                                 | King Art                              | THQ Nordic                          | Rundenbasiertes Strategiespiel | Ja     | 11. Juni 2019                                 |
| Battleground                                          | Sabec                                 | Sabec                               | Brettspiel                     | Nein   | 6. Februar 2020                               |
| Battleship                                            | Marmalade Game Studio                 | Marmalade Game Studio               | Brettspiel Strategie           | Nein   | 28. August 2019                               |
| Battlesloths                                          | Invisible Collective                  | Invisible Collective                | Shoot 'em Up                   | Nein   | 27. Februar 2020                              |
| Battlestar Galactica Deadlock                         | Slitherine Software                   | Slitherine Software                 | Strategie                      | Nein   | 8. Oktober 2019                               |
| Battlezone Gold Edition                               | Rebellion                             | Rebellion                           | Action                         | Nein   | 8. November 2018                              |
| Battllon                                              | Unities                               | Unities                             | Action                         | Nein   | 28. Februar 2019                              |
| Battōjutsu                                            | Caerux                                | Caerux                              | Fighting                       | Nein   | 12. Dezember 2019                             |
| Bau-Simulator 2 US - Console Edition                  | astragon                              | astragon                            | Simulation                     | Nein   | 7. November 2019                              |
| Baumaschinen: Die Simulation                          | UIG Entertainment                     | UIG Entertainment                   | Simulation                     | Ja     | 22. Mai 2018                                  |
| bayala - Das Spiel                                    | Independent Arts                      | EuroVideo Medien                    | Adventure                      | Ja     | 24. Oktober 2019                              |
| Bayonetta                                             | PlatinumGames                         | Nintendo                            | Hack & Slay                    | Ja     | 16. Februar 2018 Retail nur als Download Code |
| Bayonetta 2                                           | PlatinumGames                         | Nintendo                            | Hack & Slay                    | Ja     | 16. Februar 2018                              |
| Bayonetta 3                                           | PlatinumGames                         | Nintendo                            | Hack & Slay                    | Ja     | 28. Oktober 2022                              |
| Bayonetta Origins: Cereza and the Lost Demon          | PlatinumGames                         | Nintendo                            | Action-Adventure               | Ja     | 17. März 2023                                 |
| BE-A Walker                                           | Sonka                                 | Sonka                               | Shoot 'em Up                   | Nein   | 28. Februar 2020                              |
| Beach Buggy Racing                                    | Vector Unit                           | Vector Unit                         | Kartspiel                      | Nein   | 14. September 2017                            |
| Bear With Me: The Lost Robots                         | Exordium Games                        | Modus Games                         | Adventure                      | Nein   | 31. Juli 2019                                 |
| Beast Quest                                           | Torus Games Pty                       | Maximum Games                       | Adventure                      | Ja     | 15. November 2019                             |
| Beat Cop                                              | 11 bit studios                        | 11 bit studios                      | Adventure Puzzle               | Nein   | 5. März 2019                                  |
| Beat Rush                                             | FuryLion                              | FuryLion                            | Platformer                     | Nein   | 16. Juli 2018                                 |
| Beats Runner                                          | FuryLion Group                        | FuryLion Group                      | Adventure                      | Nein   | 4. Oktober 2019                               |
| Bedtime Blues                                         | HANNMADE Studios                      | Forever Entertainment               | Arcade                         | Nein   | 17. Januar 2019                               |
| Bee Simulator                                         | VARSAV VR                             | Bigben Interactive                  | Simulation                     | Ja     | 14. November 2019                             |
| Beekyr Reloaded                                       | KaleidoGames                          | KaleidoGames                        | Adventure                      | Nein   | 14. Juni 2018                                 |
| Behind the Screen                                     | Light                                 | Cosen                               | Action-Adventure               | Nein   | 23. August 2018                               |
| Beholder: Complete Edition                            | Warm Lamp Games                       | Curve Digital                       | Adventure                      | Nein   | 6. Dezember 2018                              |
| Beholder 2                                            | Warm Lamp Games                       | Alawar Entertainment                | Adventure                      | Nein   | 15. August 2019                               |
| Ben 10                                                | Torus Games                           | Outright Games                      | Action-Adventure Brawler       | Ja     | 10. November 2017                             |
| Bendy and the Ink Machine                             | Joey Drew Studios                     | Astragon                            | Adventure                      | Ja     | 20. November 2018                             |
| Barry Bradford's Putt Panic Party                     | TACS GAMES LIMITED                    | TACS GAMES LIMITED                  | Sport                          | Nein   | 26. September 2019                            |
| BDSM: Big Drunk Satanic Massacre                      | Big Way                               | Big Way                             | Rollenspiel Shooter            | Nein   | 10. Oktober 2019                              |
| Berufsfeuerwehr - Die Simulation                      | UIG Entertainment                     | UIG Entertainment                   | Simulation                     | Ja     | 24. April 2018                                |
| Beyond Enemy Lines: Covert Operations                 | Polygon Art                           | Polygon Art                         | Ego-Shooter                    | Nein   | 23. April 2019                                |
| Beyond Enemy Lines: Essentials                        | Polygon Art                           | Polygon Art                         | Ego-Shooter                    | Nein   | 19. März 2020                                 |
| Bibi Blocksberg: Das große Hexenbesen-Rennen 3        | Independent Arts                      | Markt+Technik                       | Rennspiel                      | Ja     | 1. November 2018 eShop: 8. November 2018      |
| Bibi & Tina: Das Spiel zum Kinofilm                   | Treva Entertainment                   | Treva Entertainment                 | Adventure                      | Ja     | 15. November 2018                             |
| Bibi & Tina auf dem Martinshof                        | Treva Entertainment                   | Treva Entertainment                 | Adventure                      | Ja     | 10. Oktober 2019                              |
| Big Bash Boom                                         | Big Ant Studios                       | Big Ant Studios                     | Action                         | Nein   | 29. November 2018                             |
| Big Buck Hunter Arcade                                | Play Mechanix                         | Maximum Games                       | Action Simulation              | Ja     | 16. Oktober 2018                              |
| Big Pharma                                            | Twice Circled                         | Klabater                            | Simulation Strategie           | Nein   | 5. Dezember 2019                              |
| Billiard                                              | OHRUSSIA                              | D3 Publisher                        | Billard                        | Nein   | 14. Februar 2018                              |
| Billion Road                                          | Bandai Namco Entertainment            | Acttil                              | Brettspiel                     | Nein   | 16. April 2020                                |
| Billy Bomber                                          | Ultimate Games                        | Ultimate Games                      | Puzzle                         | Nein   | 15. Oktober 2019                              |
| Binaries                                              | Ant Workshop                          | Ant Workshop                        | Plattformer                    | Nein   | 28. September 2017                            |
| Bingo                                                 | SIMS                                  | Starsign                            | Brettspiel                     | Nein   | 15. März 2018                                 |
| Biolab Wars                                           | Kolibri Game Studio                   | Forever Entertainment               | Adventure                      | Nein   | 14. November 2019                             |
| BioShock: The Collection                              | Blind Squirrel Games                  | Take-Two Interactive                | Ego-Shooter                    | Ja     | 29. Mai 2020                                  |
| Bird Game +                                           | Ratalaika Games                       | Ratalaika Games                     | Adventure Simulation           | Nein   | 3. Mai 2019                                   |
| Bit Dungeon+                                          | KintoGames                            | Dolores Entertainment               | Rogue-like                     | Nein   | 8. März 2018                                  |
| Bitlogic - A Cyberpunk Arcade Adventure               | OXiAB Game Studio                     | OXiAB Game Studio                   | Adventure                      | Nein   | 27. Juni 2019                                 |
| Black and White Bushido                               | Good Catch                            | Green Man Gaming Limited            | Brawler                        | Nein   | 25. Oktober 2018                              |
| Black Bird                                            | Onion Games                           | Onion Games                         | Shooter                        | Nein   | 18. Oktober 2018                              |
| Black Future '88                                      | SUPERSCARYSNAKES                      | Gambitious                          | Adventure                      | Nein   | 21. November 2019                             |
| Black Hole                                            | Dufgames                              | Dufgames                            | Twin-stick shooter             | Nein   | 6. Februar 2018                               |
| Black Paradox                                         | Fantastico Studio                     | Fantastico Studio                   | Shoot 'em Up                   | Nein   | 3. Mai 2019                                   |
| Black Rainbow                                         | Cateia Games                          | Ocean Media                         | Adventure                      | Nein   | 9. April 2020                                 |
| Black the Fall                                        | Sand Sailor Studio                    | Sand Sailor Studio                  | Puzzle                         | Nein   | 9. Januar 2018                                |
| Blackmoor 2                                           | Four Fats                             | Four Fats                           | Beat ’em up                    | Nein   | 6. Januar 2020                                |
| Blacksad: Under the Skin                              | Anuman Interactive                    | Microïds                            | Adventure                      | Ja     | 28. November 2019                             |
| Blacksea Odyssey                                      | Blacksea Odyssey                      | Spiral Summit Games                 | Shoot ’em up                   | Nein   | 24. Dezember 2018                             |
| Blade II - The Return Of Evil                         | ACTION SQUARE                         | ACTION SQUARE                       | Adventure                      | Nein   | 18. Juni 2019                                 |
| Blade Strangers                                       | Studio Saizensen                      | Nicalis                             | Fighting                       | Nein   | 28. August 2018                               |
| Blades of Time                                        | GaijinDistribution                    | GaijinDistribution                  | Action-Adventure               | Nein   | 14. Mai 2019                                  |
| Blaster Master Zero                                   | Inti Creates                          | Inti Creates                        | Action                         | Nein   | 9. März 2017                                  |
| Blaster Master Zero 2                                 | Inti Creates                          | Inti Creates                        | Action                         | Nein   | 20. März 2019                                 |
| BlazBlue: Central Fiction Special Edition             | PQube                                 | Arc System Works                    | Fighting                       | Ja     | 8. Februar 2019                               |
| Blazblue: Cross Tag Battle                            | Arc System Works                      | Arc System Works                    | Fighting                       | Ja     | 22. Juni 2018                                 |
| Blazing Beaks                                         | Applava                               | QubicGames                          | Rollenspiel Shooter            | Nein   | 10. Mai 2019                                  |
| Blazing Chrome                                        | The Arcade Crew                       | The Arcade Crew                     | Shooter                        | Nein   | 11. Juli 2019                                 |
| Bleed                                                 | BOOTDISK REVOLUTION                   | Digerati                            | Action                         | Nein   | 14. Dezember 2017                             |
| Bleed 2                                               | BOOTDISK REVOLUTION                   | Digerati                            | Action                         | Nein   | 8. März 2018                                  |
| Bleed Complete Bundle                                 | BOOTDISK REVOLUTION                   | Digerati                            | Action                         | Nein   | 5. März 2020                                  |
| Bleep Bloop                                           | Zerouno Games                         | Zerouno Games                       | Puzzle                         | Nein   | 31. Januar 2019                               |
| Blind Men                                             | Man-Eater Games                       | Ratalaika Games                     | Adventure                      | Nein   | 17. April 2020                                |
| Blindy                                                | Ultimate Games                        | Ultimate Games                      | Platformer                     | Nein   | 8. November 2019                              |
| Block-a-Pix Deluxe                                    | Lightwood Games                       | Lightwood Games                     | Puzzle                         | Nein   | 21. März 2019                                 |
| BlobCat                                               | BySamb                                | BySamb                              | Puzzle                         | Nein   | 9. August 2018                                |
| Bloo Kid 2                                            | winterworks                           | Headup Games                        | Platformer                     | Nein   | 18. November 2019                             |
| Blood Breed                                           | Baltoro Games                         | Cool Small Games                    | Adventure                      | Nein   | 21. Februar 2020                              |
| Blood Waves                                           | Light Road Games                      | Sometimes You                       | Shoot 'em up                   | Nein   | 15. März 2019                                 |
| Blood will be Spilled                                 | Doublequote Studio                    | Attu Games                          | Platformer                     | Nein   | 20. Februar 2020                              |
| Bloodroots                                            | Paper Cult                            | Paper Cult                          | Action                         | Nein   | 28. Februar 2020                              |
| Bloodstained: Curse of the Moon                       | Inti Creates                          | Inti Creates                        | Metroidvania                   | Nein   | 24. Mai 2018                                  |
| Bloodstained: Ritual of the Night                     | 505 Games                             | Koch Media                          | Action                         | Ja     | 25. Juni 2019                                 |
| Bloody Zombies                                        | Paw Print Games                       | nDreams                             | Action                         | Nein   | 23. Dezember 2017                             |
| Bloons TD 5                                           | Ninja Kiwi                            | Ninja Kiwi                          | Tower Defense                  | Nein   | 19. Juni 2018                                 |
| Blossom Tales: The Sleeping King                      | Castle Pixel                          | FDG Entertainment                   | Action-Adventure               | Nein   | 21. Dezember 2017                             |
| Blue Rider                                            | eastasiasoft                          | eastasiasoft                        | Shoot ’em up                   | Nein   | 13. Dezember 2018                             |
| Bohemian Killing                                      | The Moonwalls                         | Ultimate Games                      | Adventure Puzzle               | Nein   | 24. März 2020                                 |
| Bomb                                                  | Sabec                                 | Sabec                               | Platformer                     | Nein   | 7. Mai 2020                                   |
| Bomb Chicken                                          | Nitrome                               | Nitrome                             | Action Platformer Puzzle       | Nein   | 12. Juli 2018                                 |
| Bomber Crew                                           | Runner Duck Games                     | Curve Digital                       | Action                         | Nein   | 10. Juli 2018                                 |
| BombFall                                              | Tackorama                             | Tackorama                           | Platformer                     | Nein   | 12. März 2019                                 |
| BOMBFEST                                              | Whitethorn Digital                    | Whitethorn Digital                  | Party                          | Nein   | 31. Januar 2019                               |
| Bombing Busters                                       | Sanuk Games                           | Sanuk Games                         | Puzzle                         | Nein   | 8. Oktober 2018                               |
| Bombslinger                                           | Mode4                                 | Plug in Digital                     | Action                         | Nein   | 11. April 2018                                |
| Bonds of the Skies                                    | Kemco                                 | Kemco                               | Adventure Rollenspiel          | Nein   | 14. März 2019                                 |
| Book of Demons                                        | Thing Trunk                           | 505 Games                           | Adventure Rollenspiel          | Nein   | 30. April 2020                                |
| Bookbound Brigade                                     | Digital Tales                         | Intragames                          | Platformer                     | Nein   | 30. Januar 2020                               |
| Boom Ball: Boost Edition                              | Virtual Air Guitar                    | Virtual Air Guitar                  | Arcade                         | Nein   | 11. Oktober 2018                              |
| Boost Beast                                           | Arzest                                | Arc System Works                    | Puzzle                         | Nein   | 20. Juli 2017                                 |
| Boot Hill Bounties                                    | Experimental Gamer Studios            | Experimental Gamer Studios          | Adventure                      | Nein   | 14. April 2020                                |
| Borderlands Legendary Collection                      | Gearbox Software                      | Take-Two Interactive                | Ego-Shooter                    | Ja     | 29. Mai 2020                                  |
| Boreal Blade                                          | Frozenbyte                            | Frozenbyte                          | Fighting                       | Nein   | 28. August 2019                               |
| Boulder Dash - 30th Anniversary                       | BBG Entertainment Katsu Entertainment | BBG Entertainment                   | Arcade                         | Nein   | 27. Februar 2020                              |
| Bouncy Bob                                            | All Those Moments                     | Sonka                               | Action                         | Nein   | 27. April 2018                                |
| Bouncy Bob 2                                          | All Those Moments                     | Sonka                               | Action                         | Nein   | 21. November 2019                             |
| Bouncy Bullets                                        | Ratalaika Games                       | Ratalaika Games                     | Action                         | Nein   | 12. März 2019                                 |
| Bow to Blood: Last Captain Standing                   | Tribetoy                              | Tribetoy                            | Action                         | Nein   | 3. April 2019                                 |
| Bowling                                               | Sabec                                 | Sabec                               | Bowling                        | Nein   | 28. November 2019                             |
| BOXBOX! + BOXGIRL!                                    | Wonderland Kazakiri                   | Nintendo                            | Puzzle                         | Nein   | 26. April 2019                                |
| Boxing Champs                                         | Raz Games                             | Raz Games                           | Tower Defense                  | Nein   | 20. Juni 2019                                 |
| BQM - Block Quest Master                              | Wonderland Kazakiri                   | Wonderland Kazakiri                 | Sandbox                        | Nein   | 10. Januar 2019                               |
| Brave Dungeon + Dark Witch Story: COMBAT              | Inside System                         | Inside System                       | Rollenspiel                    | Nein   | 28. September 2017                            |
| Braveland Trilogy                                     | Ellada Games                          | Ellada Games                        | Adventure Rollenspiel          | Nein   | 7. März 2019                                  |
| Brawl                                                 | Blooper Team                          | QubicGames                          | Action Fighting                | Nein   | 19. Januar 2018                               |
| Brawlhalla                                            | Blue Mammoth Games                    | Ubisoft                             | Fighting                       | Nein   | 6. November 2018                              |
| Brawlout                                              | Angry Mob Games                       | Angry Mob Games Retail: Merge Games | Fighting                       | Nein   | 19. Dezember 2017 Retail: 28. Juni 2018       |
| Breakfast Bar Tycoon                                  | Baltoro Games                         | Baltoro Games                       | Simulation                     | Nein   | 20. März 2020                                 |
| Breathing Fear                                        | LunarPixel                            | Drageus Games                       | Adventure Puzzle               | Nein   | 6. Dezember 2019                              |
| Breeder Homegrown: Director's Cut                     | Sometimes You                         | Sometimes You                       | Adventure                      | Nein   | 6. März 2020                                  |
| Brick Breaker                                         | Bigben Interactive                    | Bigben Interactive                  | Puzzle                         | Nein   | 24. Dezember 2018                             |
| Bridge Builder Adventure                              | BoomBit Games                         | BoomBit Games                       | Simulation                     | Nein   | 7. Februar 2020                               |
| Bridge Constructor Portal                             | ClockStone Software                   | Headup Games                        | Simulation                     | Nein   | 1. März 2018                                  |
| Bridge Constructor Ultimate Edition                   | ClockStone Software                   | Headup Games                        | Simulation                     | Nein   | 31. Januar 2020                               |
| Bridge Strike                                         | Project R3D                           | Drageus Games                       | Shoot ’em up                   | Nein   | 5. Juni 2020                                  |
| Bridge! 3                                             | Aerosoft                              | Aerosoft                            | Simulation                     | Nein   | 9. April 2020                                 |
| Brief Battles                                         | Juicy Cupcake                         | Juicy Cupcake                       | Party                          | Nein   | 21. Februar 2020                              |
| Bring Them Home                                       | Higgs Games                           | Higgs Games                         | Arcade                         | Nein   | 17. Dezember 2018                             |
| Broforce                                              | Free Lives                            | Devolver Digital                    | Action                         | Nein   | 6. September 2018                             |
| Broken Lines                                          | PortaPlay                             | Super.com                           | Rollenspiel Strategie          | Nein   | 23. April 2020                                |
| Brotherhood United                                    | Greedy Hollow                         | Silesia Games                       | Shoot ’em up                   | Nein   | 12. März 2020                                 |
| Brothers: A Tale of Two Sons                          | Starbreeze Studios                    | 505 Games                           | Adventure Puzzle               | Nein   | 28. Mai 2019                                  |
| Brunch Club                                           | Foggy Box Games                       | Yogscast                            | Arcade                         | Nein   | 29. August 2019                               |
| Bubble                                                | Sabec                                 | Sabec                               | Platformer                     | Nein   | 30. April 2020                                |
| Bubble Bobble 4 Friends                               | Taito                                 | ININ Games                          | Puzzle                         | Nein   | 19. November 2019                             |
| Bubble Cats Rescue                                    | Baltoro Media Group                   | Baltoro Media Group                 | Puzzle                         | Nein   | 5. Juli 2019                                  |
| Bubsy: Paws on Fire!                                  | Accolade                              | Tommo                               | Platformer                     | Nein   | 29. August 2019                               |
| Bucket Knight                                         | Pigeon.Dev                            | Sometimes You                       | Adventure                      | Nein   | 28. Februar 2020                              |
| Bud Spencer & Terence Hill: Slaps and Beans           | Trinity Team                          | Trinity Team                        | Beat ’em up                    | Nein   | 24. Juli 2018                                 |
| Bug Academy                                           | Igrek Games                           | Ultimate Games                      | Adventure Puzzle               | Nein   | 24. März 2020                                 |
| Build a Bridge!                                       | BoomBit Games                         | BoomBit Games                       | Simulation                     | Nein   | 17. Januar 2019                               |
| Bulb Boy                                              | Bulbware                              | Bulbware                            | Adventure                      | Nein   | 21. Juli 2017                                 |
| Bullet Battle: Evolution                              | Troooze                               | Troooze                             | Third-Person-Shooter           | Nein   | 10. Juni 2019                                 |
| Bulletstorm: Duke of Switch Edition                   | People Can Fly                        | Gearbox Publishing                  | Shoot ’em up                   | Nein   | 30. August 2019                               |
| Burger Chef Tycoon                                    | Baltoro Games                         | Baltoro Games                       | Adventure Simulation           | Nein   | 2. August 2019                                |
| Burger Time Party!                                    | G-mode                                | Marvelous                           | Party                          | Nein   | 8. September 2019                             |
| Burly Men at Sea                                      | Brain & Brain Seaven Studio           | Plug in Digital                     | Adventure                      | Nein   | 12. April 2018                                |
| Burnstar                                              | Gearbox Publishing                    | Nerve Software                      | Puzzle                         | Nein   | 12. Juli 2018                                 |
| Bury me, my Love                                      | The Pixel Hunt                        | Plug in Digital                     | Adventure                      | Nein   | 10. Januar 2019                               |
| Buss Fix 2019                                         | Ultimate Games                        | Ultimate Games                      | Simulation                     | Nein   | 3. Juli 2019                                  |
| Butcher                                               | Transhuman Design                     | Crunching Koalas                    | Shoot ’em up                   | Nein   | 28. September 2017                            |
| Button Button Up!                                     | CIRCLE Entertainment                  | CIRCLE Entertainment                | Platformer                     | Nein   | 26. September 2019                            |